# Episodi di Doc (quarta stagione)
La quarta stagione della serie televisiva Doc è stata trasmessa in prima visione negli Stati Uniti d'America da PAX Television dal 2003 al 2004. In Italia è stata trasmessa su Rete 4.
| nº | Titolo originale              | Titolo italiano                 | Prima TV USA | Prima TV Italia |
| -- | ----------------------------- | ------------------------------- | ------------ | --------------- |
| 1  | Westbury: The Final Conflict  | Scontro finale                  | 2003         |                 |
| 2  | The Way We Were               | Come eravamo                    |              |                 |
| 3  | The Candidate                 | Il candidato                    |              |                 |
| 4  | Pick Your Poison              | Nei panni degli altri           |              |                 |
| 5  | Rules Of Engagement           | Grandi manovre                  |              |                 |
| 6  | Men In Tights                 | Lettere d'amore                 |              |                 |
| 7  | Donny's Millions              | Legami familiari                |              |                 |
| 8  | Swing shift                   | Sogni di gloria                 |              |                 |
| 9  | No Pain, No Gain              | Una vera campionessa            |              |                 |
| 10 | Who Wants to Be a Millionaire | La ricchezza non fa la felicità |              |                 |
| 11 | Modelrageous                  | Lo scippo                       |              |                 |
| 12 | Arsenic & Old Spice           | Uomini in carriera              |              |                 |
| 13 | Leader Of The Band            | La rimpatriata                  |              |                 |
| 14 | Till Death Do Us Part         | Finché morte non ci separi      |              |                 |
| 15 | Searching For Bonnie Fisher   | Fuga dalla realtà               |              |                 |
| 16 | Wedding Bell Blues            | Carenze affettive               |              |                 |
| 17 | Daddy Dearest                 | Caro papà                       |              |                 |
| 18 | Breaking Away                 | Il distacco                     |              |                 |
| 19 | Eminent Domain                | Corruzione                      |              |                 |
| 20 | The Great Wall                | Dubbi della gelosia             |              |                 |
| 21 | Choices of the Heart          | Scelte del cuore                |              |                 |
| 22 | He Loves Me, He Loves Me Not  | M'ama, non m'ama                | 2004         |                 |